# Греко-римская борьба на летних Олимпийских играх 1936 — до 87 кг
Соревнования по греко-римской борьбе в рамках Олимпийских игр 1936 года в полутяжёлом весе (до 87 килограммов) прошли в Берлине с 6 по 9 августа 1936 года в «Германском Зале». 
Турнир проводился по системе с начислением штрафных баллов. За чистую победу штрафные баллы не начислялись, за победу по очкам борец получал один штрафной балл, за поражение по очкам со счётом 2-1 два штрафных балла, за поражение со счётом 3-0 или чистое поражение — три штрафных балла. Борец, набравший пять штрафных баллов, из турнира выбывал. Тот круг, в котором число оставшихся борцов становилось меньше или равно количеству призовых мест, объявлялся финальным, и борцы, вышедшие в финал, проводили встречи между собой. В случае, если они уже встречались в предварительных встречах, такие результаты зачитывались. Схватка по регламенту турнира продолжалась 20 минут.
В полутяжёлом весе боролись 13 участников. Фаворитами были Аксель Кадье, чемпион Европы 1933 и 1935 годов, бронзовый призёр олимпийских игр и Эдвинс Биетагс чемпион Европы 1934 года. Также как претендент мог рассматриваться Аугуст Нео, медалист чемпионатов Европы 1934 и 1935 годов. Кадье и Биетагс предсказуемо добрались до финала, где швед одержал победу единогласным решением судей. Нео и немецкий спортсмен Вернер Зееленбиндер выбыли последнем круге, но за счёт того, что у Нео было на один штрафной балл меньше, он стал бронзовым призёром. 

## Призовые места
- Аксель Кадье
- Эдвинс Биетагс
- Аугуст Нео

## Первый круг
| Штрафных баллов | Участник 1        | Результат    | Участник 2          | Штрафных баллов |
| --------------- | ----------------- | ------------ | ------------------- | --------------- |
| 0               | Аксель Кадье      | Туше (5:30)  | Эдвард Вестерлунд   | 3               |
| 0               | Умберто Силвестри | Туше (5:46)  | Жан Ходри           | 3               |
| 0               | Олаф Кнудсен      | Туше (3:44)  | Франтишек Мрачек    | 3               |
| 1               | Мустафа Авджиоглу | 3-0          | Дюла Бобиш          | 3               |
| 0               | Эдвинс Биетагс    | Туше (10:00) | Вернер Зееленбиндер | 3               |
| 0               | Франц Фойдль      | Туше (4:46)  | Георг Аргаст        | 3               |
| 0               | Аугуст Нео        | Пропускал    |                     |                 |

## Второй круг
| Штрафных баллов | Участник 1          | Результат    | Участник 2       | Штрафных баллов |
| --------------- | ------------------- | ------------ | ---------------- | --------------- |
| 1               | Аксель Кадье        | 3-0          | Аугуст Нео       | 3               |
| 3               | Эдвард Вестерлунд   | Туше (19:50) | Жан Ходри        | 6               |
| 0               | Умберто Силвестри   | Туше (13:45) | Олаф Кнудсен     | 3               |
| 2               | Мустафа Авджиоглук  | 2-1          | Франтишек Мрачек | 5               |
| 0               | Эдвинс Биетагс      | Туше (3:46)  | Дюла Бобиш       | 6               |
| 3               | Вернер Зееленбиндер | Туше (3:00)  | Георг Аргаст     | 6               |
| 0               | Франц Фойдль        | Пропускал    |                  |                 |

## Третий круг
| Штрафных баллов | Участник 1          | Результат    | Участник 2        | Штрафных баллов |
| --------------- | ------------------- | ------------ | ----------------- | --------------- |
| 3               | Аугуст Нео          | Туше (4:59)  | Франц Фойдль      | 3               |
| 1               | Аксель Кадье        | Туше (4:59)  | Умберто Силвестри | 3               |
| 3               | Олаф Кнудсен        | Туше (9:33)  | Эдвард Вестерлунд | 6               |
| 0               | Эдвинс Биетагс      | Туше (11:36) | Мустафа Авджиоглу | 5               |
| 3               | Вернер Зееленбиндер | Пропускал    |                   |                 |

## Четвёртый круг
| Штрафных баллов | Участник 1          | Результат    | Участник 2        | Штрафных баллов |
| --------------- | ------------------- | ------------ | ----------------- | --------------- |
| 3               | Вернер Зееленбиндер | Туше (0:35)  | Франц Фойдль      | 6               |
| 3               | Аугуст Нео          | Туше (12:19) | Умберто Силвестри | 6               |
| 1               | Аксель Кадье        | Туше (11:34) | Олаф Кнудсен      | 6               |
| 0               | Эдвинс Биетагс      | Пропускал    |                   |                 |

## Пятый круг
| Штрафных баллов | Участник 1     | Результат | Участник 2          | Штрафных баллов |
| --------------- | -------------- | --------- | ------------------- | --------------- |
| 1               | Эдвинс Биетагс | 2-1       | Аугуст Нео          | 5               |
| 2               | Аксель Кадье   | 3-0       | Вернер Зееленбиндер | 6               |

## Финал
| Штрафных баллов | Участник 1   | Результат | Участник 2     | Штрафных баллов |
| --------------- | ------------ | --------- | -------------- | --------------- |
|                 | Аксель Кадье | 3-0       | Эдвинс Биетагс |                 |